# Сенадор-Помпеу
Сенадор-Помпеу (порт. Senador Pompeu)  —  муниципалитет в Бразилии, входит в штат Сеара. Составная часть мезорегиона Сертойнс-Сеаренсис. Входит в экономико-статистический  микрорегион Сертан-ди-Сенадор-Помпеу. Население составляет 27 512 человека на 2006 год. Занимает площадь 1 002,127 км². Плотность населения — 27,5 чел./км².

## История
Город основан 22 августа 1901 года. 

## Статистика
- Валовой внутренний продукт на 2003 составляет 53.903.591,00 реалов (данные: Бразильский институт географии и статистики).
- Валовой внутренний продукт на душу населения на 2003 составляет 1.974,49 реалов (данные: Бразильский институт географии и статистики).
- Индекс развития человеческого потенциала на 2000 составляет 0,618 (данные: Программа развития ООН).